# Euphorbia jatrophoides
Euphorbia jatrophoides es una especie fanerógama perteneciente a la familia Euphorbiaceae. Es endémica de África oriental.

## Descripción
Es un arbusto erecto o árbol que alcanza un tamaño de 5 m de altura, hojas alternas u ocasionalmente fasciculada, panduriformes, de 6 x 3 cm, con la base cuneada, cápsulas y semillas desconocidas.

## Ecología
Se encuentra en	 las colinas de piedra caliza con matorrales abiertos de Acacia-Commiphora y con especies de Terminalia, Barbeya, Delonix, a una altitud de 400-1600 metros en Etiopía y Kenia.
Los materiales del centro de Kenia son de Euphorbia joyae.

## Taxonomía
Euphorbia jatrophoides fue descrita por Ferdinand Albin Pax y publicado en Botanische Jahrbücher für Systematik, Pflanzengeschichte und Pflanzengeographie 33: 287. 1903.
Etimología
Euphorbia: nombre genérico que deriva del médico griego del rey Juba II de Mauritania (52 a 50 a. C. - 23), Euphorbus, en su honor – o en alusión a su gran vientre –  ya que usaba médicamente Euphorbia resinifera. En 1753 Carlos Linneo asignó el nombre a todo el género.
jatrophoides: epíteto latino que significa "parecida a Jatropha".
Sinonimia
- Commiphora reghinii Chiov.
- Euphorbia reghinii (Chiov.) Vollesen	[4][5]